# Pro Bowl Games 2025
Die Pro Bowl Games 2025 waren das All-Star-Event der National Football League (NFL) in der Saison 2024. Wie bereits in den Vorjahren wurde das traditionelle Tackle-Football-Spiel durch Flag Football ersetzt, zudem wurden diverse Minispiele veranstaltet. Das Flag-Football-Spiel wurde am 2. Februar 2025, eine Woche vor dem Super Bowl LIX, im Camping World Stadium in Orlando, Florida, ausgetragen. Ein Teil der Veranstaltung fand bereits am 30. Januar 2025 an verschiedenen Orten in Central Florida statt.

## AFC-Kader

### Offense
| Position         | Starter                                                      | Ersatz                                                 | Alternative                                                 |
| ---------------- | ------------------------------------------------------------ | ------------------------------------------------------ | ----------------------------------------------------------- |
| Quarterback      | 1 Josh Allen, Buffalo b                                      | 9 Joe Burrow, Cincinnati 8 Lamar Jackson, Baltimore b  | 10 Drake Maye, New England a 3 Russell Wilson, Pittsburgh a |
| Runningback      | 22 Derrick Henry, Baltimore b                                | 28 Joe Mixon, Houston 28 Jonathan Taylor, Indianapolis | 4 James Cook, Buffalo a                                     |
| Fullback         | 42 Patrick Ricard, Baltimore                                 |                                                        |                                                             |
| Wide Receiver    | 1 Ja’Marr Chase, Cincinnati 3 Jerry Jeudy, Cleveland         | 12 Nico Collins, Houston 4 Zay Flowers, Baltimore b    | 7 Brian Thomas Jr., Jacksonville a                          |
| Tight End        | 89 Brock Bowers, Las Vegas                                   | 87 Travis Kelce, Kansas City c                         | 9 Jonnu Smith, Miami a                                      |
| Offensive Tackle | 73 Dion Dawkins, Buffalo 78 Laremy Tunsil, Houston b         | 70 Rashawn Slater, Los Angeles                         | 79 Ronnie Stanley, Baltimore a                              |
| Offensive Guard  | 56 Quenton Nelson, Indianapolis 62 Joe Thuney, Kansas City c | 65 Trey Smith, Kansas City c                           | 75 Joel Bitonio, Cleveland a 73 Isaac Seumalo, Pittsburgh a |
| Center           | 52 Creed Humphrey, Kansas City c                             | 64 Tyler Linderbaum, Baltimore                         | 66 Connor McGovern, Buffalo a                               |

### Defense
| Position           | Starter                                                      | Reserve                                                 | Alternative                                                    |
| ------------------ | ------------------------------------------------------------ | ------------------------------------------------------- | -------------------------------------------------------------- |
| Defensive End      | 95 Myles Garrett, Cleveland 91 Trey Hendrickson, Cincinnati  | 98 Maxx Crosby, Las Vegas b                             | 55 Danielle Hunter, Houston a                                  |
| Defensive Tackle   | 97 Cameron Heyward, Pittsburgh 95 Chris Jones, Kansas City c | 92 Nnamdi Madubuike, Baltimore b                        | 95 Quinnen Williams, NY Jets a 98 Jeffery Simmons, Tennessee a |
| Outside Linebacker | 15 Nik Bonitto, Denver 90 T. J. Watt, Pittsburgh b           | 52 Khalil Mack, LA Chargers b                           | 53 Kyle Van Noy, Baltimore a 97 Joey Bosa, LA Chargers a       |
| Inside Linebacker  | 0 Roquan Smith, Baltimore b                                  | 44 Zaire Franklin, Indianapolis                         | 6 Patrick Queen, Pittsburgh a                                  |
| Cornerback         | 24 Derek Stingley Jr., Houston 2 Patrick Surtain II, Denver  | 44 Marlon Humphrey, Baltimore 21 Denzel Ward, Cleveland |                                                                |
| Free Safety        | 39 Minkah Fitzpatrick, Pittsburgh                            |                                                         |                                                                |
| Strong Safety      | 14 Kyle Hamilton, Baltimore                                  | 3 Derwin James, LA Chargers                             |                                                                |

### Special Teams
| Position          | Starter                            | Alternative                      |
| ----------------- | ---------------------------------- | -------------------------------- |
| Punter            | 9 Logan Cooke, Jacksonville        |                                  |
| Kicker            | 9 Chris Boswell, Pittsburgh        |                                  |
| Return Specialist | 19 Marvin Mims, Denver             |                                  |
| Special Teamer    | 41 Brenden Schooler, New England b | 28 Miles Killebrew, Pittsburgh a |
| Long Snapper      | 46 Ross Matiscik, Jacksonville     |                                  |

## NFC-Kader

### Offense
| Position         | Starter                                                        | Ersatz                                                   | Alternative                                                                             |
| ---------------- | -------------------------------------------------------------- | -------------------------------------------------------- | --------------------------------------------------------------------------------------- |
| Quarterback      | 16 Jared Goff, Detroit                                         | 14 Sam Darnold, Minnesota 5 Jayden Daniels, Washington b | 6 Baker Mayfield, Tampa Bay a                                                           |
| Runningback      | 26 Saquon Barkley, Philadelphia c                              | 26 Jahmyr Gibbs, Detroit 8 Josh Jacobs, Green Bay        | 7 Bijan Robinson, Atlanta a                                                             |
| Fullback         | 44 Kyle Juszczyk, San Francisco                                |                                                          |                                                                                         |
| Wide Receiver    | 18 Justin Jefferson, Minnesota 14 Amon-Ra St. Brown, Detroit b | 88 CeeDee Lamb, Dallas b 17 Terry McLaurin, Washington b | 1 Malik Nabers, NY Giants a 13 Mike Evans, Tampa Bay a 11 Jaxon Smith-Njigba, Seattle a |
| Tight End        | 85 George Kittle, San Francisco                                | 85 Trey McBride, Arizona                                 |                                                                                         |
| Offensive Tackle | 58 Penei Sewell, Detroit b 65 Lane Johnson, Philadelphia c     | 78 Tristan Wirfs, Tampa Bay                              | 68 Taylor Decker, Detroit a 75 Brian O’Neill, Minnesota a                               |
| Offensive Guard  | 69 Landon Dickerson, Philadelphia c 73 Tyler Smith, Dallas     | 63 Chris Lindstrom, Atlanta                              | 50 Robert Hunt, Carolina a                                                              |
| Center           | 77 Frank Ragnow, Detroit                                       | 51 Cam Jurgens, Philadelphia c                           | 78 Erik McCoy, New Orleans a                                                            |

### Defense
| Position           | Starter                                                         | Ersatz                                                  | Alternative                             |
| ------------------ | --------------------------------------------------------------- | ------------------------------------------------------- | --------------------------------------- |
| Defensive End      | 97 Nick Bosa, San Francisco 11 Micah Parsons, Dallas            | 52 Rashan Gary, Green Bay                               |                                         |
| Defensive Tackle   | 97 Dexter Lawrence, NY Giants 98 Jalen Carter, Philadelphia c   | 50 Vita Vea, Tampa Bay                                  | 00 Leonard Williams, Seattle Seahawks a |
| Outside Linebacker | 51 Jonathan Greenard, Minnesota 43 Andrew Van Ginkel, Minnesota | 8 Jared Verse, LA Rams                                  |                                         |
| Inside Linebacker  | 54 Fred Warner, San Francisco                                   | 53 Zack Baun, Philadelphia c                            | 54 Bobby Wagner, Washington a           |
| Cornerback         | 1 Jaylon Johnson, Chicago 8 Jaycee Horn, Carolina               | 7 Byron Murphy, Minnesota 21 Devon Witherspoon, Seattle |                                         |
| Free Safety        | 29 Xavier McKinney, Green Bay                                   |                                                         |                                         |
| Strong Safety      | 3 Budda Baker, Arizona                                          | 32 Brian Branch, Detroit                                |                                         |

### Special Teams
| Position          | Starter                      | Ersatz |
| ----------------- | ---------------------------- | ------ |
| Punter            | 3 Jack Fox, Detroit          |        |
| Kicker            | 17 Brandon Aubrey, Dallas    |        |
| Return Specialist | 9 KaVontae Turpin, Dallas    |        |
| Special Teamer    | 12 KhaDarel Hodge, Atlanta   |        |
| Long Snapper      | 42 Andrew DePaola, Minnesota |        |

a Ersatzwahl aufgrund eines nicht teilnehmenden Spielers
b Gewählt, aber keine Teilnahme wegen Verletzung oder anderen Gründen
c Gewählt, aber keine Teilnahme, da Spieler im Super Bowl LIX